# 小林レイミ
小林 レイミ（こばやし れいみ、1990年11月12日 -）は、日本のタレント、モデル、レースクイーン。千葉県出身。血液型はA型。かつてプラチナムプロダクションに所属していた。

## 来歴
- 2019年4月より、オーストラリアのメルボルンに移住[1]。
- 2020年3月、一時的に日本に帰国[2]。

## 出演
- 坂上目線（テレビ朝日、2014年）※アシスタント兼目線ちゃん
- 水曜日のダウンタウン（TBS、2017年10月11日、2017年12月27日）※クロちゃんへのドッキリの仕掛け人として出演。
- モデルプレスナイト（Kawaiian TV、2018年12月7日）

### 映画
- 翔んで埼玉（2019年2月22日公開、クラスメイト役）